# Boudewijn Ostenstraat

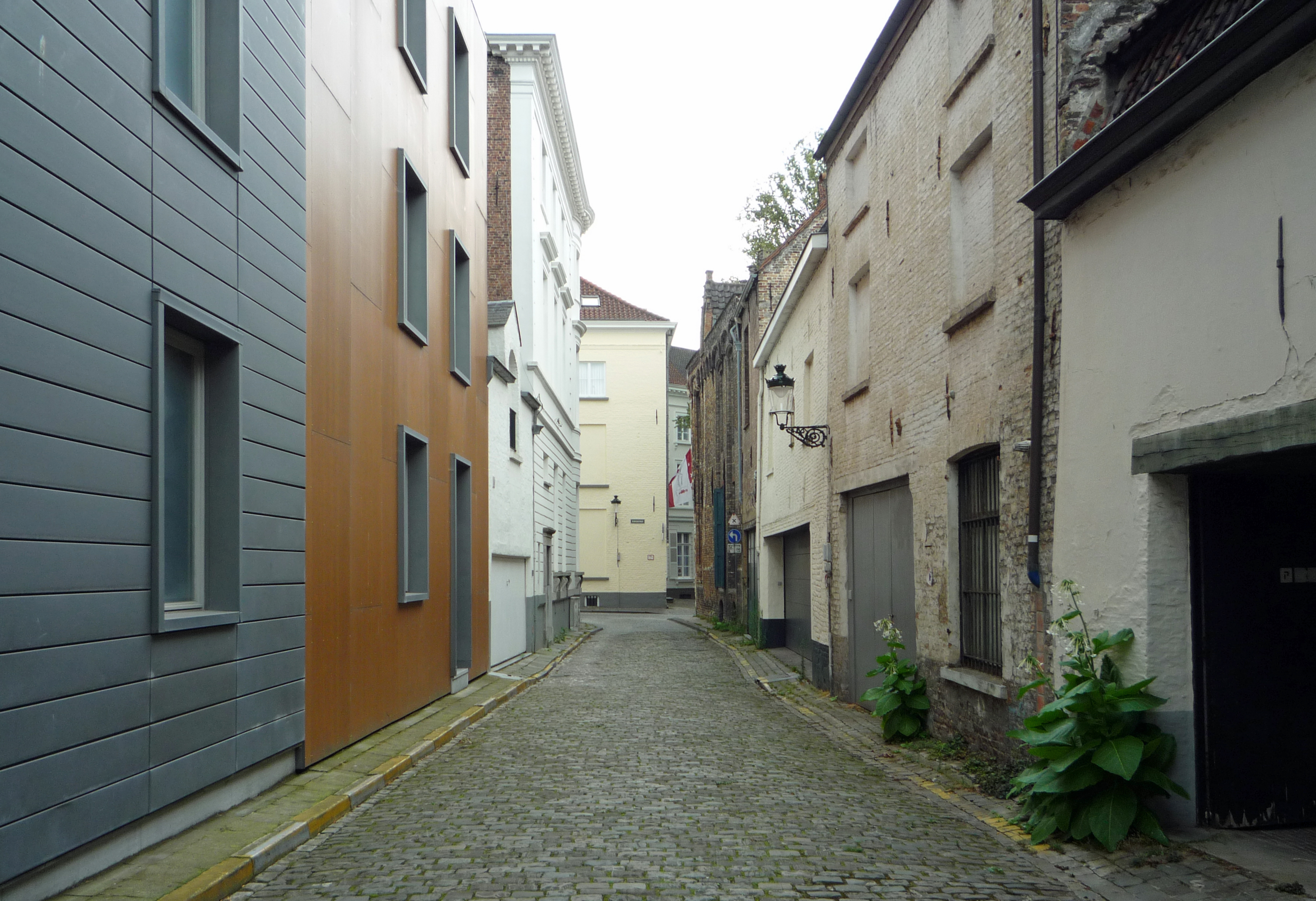
De Boudewijn Ostenstraat, gezien in de richting van de Wijnzakstraat

De Boudewijn Ostenstraat is een straat in het historisch centrum van Brugge.

## Beschrijving
De naam komt in de 14de eeuw voor:
- 1360: sere Jhans Hostestraetkin;
- 1376: sere Boudin Hostestraetkin.

Het gaat hier dus om een straat die de naam kreeg van een bewonersfamilie of eigenaar. Ze heette Oste(n) of Hoste. Oste was een oude Germaanse voornaam die evolueerde tot familienaam. Het was uiteindelijk de voornaam Boudewijn die in de straatnaam bestendigd werd.
De Boudewijn Ostenstraat loopt in een winkelhaak van de Sint-Jansstraat naar de Wijnzakstraat.